# Liste der Bodendenkmäler in Neufraunhofen
Auf dieser Seite sind die Bodendenkmäler in der niederbayerischen Gemeinde Neufraunhofen zusammengestellt. Diese Tabelle ist eine Teilliste der Liste der Bodendenkmäler in Bayern. Grundlage ist die Bayerische Denkmalliste, die auf Basis des Bayerischen Denkmalschutzgesetzes vom 1. Oktober 1973 erstmals erstellt wurde und seither durch das Bayerische Landesamt für Denkmalpflege geführt wird. Die folgenden Angaben ersetzen nicht die rechtsverbindliche Auskunft der Denkmalschutzbehörde.

## Bodendenkmäler der Gemeinde Neufraunhofen

### Bodendenkmäler in der Gemarkung Neufraunhofen
| Lage                     | Objekt | Akten-Nr.     | Bild |
| ------------------------ | --- | ------------- | ---- |
| Neufraunhofen (Standort) | Untertägige mittelalterliche und frühneuzeitliche Befunde im Bereich des Schlosses und der katholischen Schlosskirche St. Johannes Baptist und Mariä Empfängnis von Neufraunhofen, darunter Spuren von Nebengebäuden, Vorgängerbauten bzw. älterer Bauphasen. Siehe auch: Schloss Neufraunhofen, St. Johann Baptist (Neufraunhofen) | D-2-7639-0028 |      |
| Neufraunhofen (Standort) | Untertägige mittelalterliche und frühneuzeitliche Befunde im Bereich der katholischen Kirche St. Georg in Georgenzell und ihrer Vorgängerbauten. Siehe auch: St. Georg (Georgenzell) | D-2-7639-0034 |      |

### Bodendenkmäler in der Gemarkung Vilslern
| Lage                | Objekt | Akten-Nr.     | Bild |
| ------------------- | --- | ------------- | ---- |
| Vilslern (Standort) | Untertägige mittelalterliche und frühneuzeitliche Befunde im Bereich der Kirche Mariä Himmelfahrt in Hinterskirchen und ihrer Vorgängerbauten. Siehe auch: Mariä Himmelfahrt (Hinterskirchen) | D-2-7539-0119 |      |
| Vilslern (Standort) | Frühmittelalterlicher Ringwall Burgloch-Schanze. Siehe auch: Ringwall Burgloch-Schanze | D-2-7639-0001 |      |
| Vilslern (Standort) | Turmhügel des Mittelalters. Siehe auch: Turmhügel Niederbayerbach | D-2-7639-0002 |      |
| Vilslern (Standort) | Verebnetes Grabenwerk vor- und frühgeschichtlicher Zeitstellung. | D-2-7639-0013 |      |
| Vilslern (Standort) | Siedlung der römischen Kaiserzeit, des Mittelalters und der Neuzeit. | D-2-7639-0025 |      |